# José Manzanero Marín
José Manzanero Marín (La Villa de Don Fadrique, 29 de diciembre de 1911-París, 12 de febrero de 2010), conocido como «El Buen Mozo», «Manzanero» o «Luis», fue un destacado dirigente comunista, natural de La Villa de Don Fadrique, que destacó por su papel desempeñado en la resistencia antifranquista como guerrillero en los Montes de Toledo.

## Biografía
José Manzanero Marín nació en La Villa de Don Fadrique, provincia de Toledo, en 1911. Hijo de obreros agrícolas y pastores durante su infancia se dedicó a cuidar ovejas, fue a la escuela primaria, trabajó como albañil, jornalero y dependiente en una bodega. Ingresó con 17 años en las Juventudes Comunistas y luego en el PCE. En 1932 participó en la huelga de segadores del 8 de julio, conocida como los Sucesos de La Villa de Don Fadrique. Sufrió dos procesos y le condenaron a 21 años por insurrección armada y ataque a la fuerza pública, siendo acusado del asesinato de un propietario durante dichos sucesos.  
Tras la victoria del Frente Popular en las elecciones de febrero del 36 fue amnistiado y puesto en libertad. El inicio de la guerra civil española le sorprendió trabajando en una panadería en Madrid. Estuvo en el frente sur de Madrid y luego en la comisión político militar de Chinchón para elevar la moral de las tropas en la batalla del Jarama. Después fue enviado a Extremadura para participar en la creación de la 200 división de guerrilleros y como Delegado Social de Reforma Agraria. Fue también responsable del diario Extremadura Roja, así como secretario general del Comité Regional del PCE en Extremadura. 
Una vez finalizada la contienda civil intentó salir de España por el puerto de Alicante, aunque fracasó y fue detenido y llevado a la prisión de Quintanar de la Orden (Toledo), de donde se escapó el 10 de noviembre de 1939, un día antes de la fecha señalada para su fusilamiento de manera que  por la noche, José Manzanero Marín y 12 presos más, se escaparon de la Cárcel del Partido Judicial de Quintanar, situada en la céntrica Calle Princesa, pocas horas antes de su previsto fusilamiento. Todos fueron capturados en menos de 48 horas, a excepción de José Manzanero y Julián Muñoz, natural de Quero. Ambos consiguieron llegar a los Montes de Toledo, uniéndose a otros refugiados y participando en el maquis-guerrilla que luchó contra la dictadura hasta bien avanzados los años 40. Julián Muñoz moriría en una refriega en mayo de 1940, mientras que Manzanero conseguiría huir a Francia en 1949. Como represalia por esta huida, el franquismo decidió vengarse fusilando-asesinando a más de 90 presos, algunos de los cuales no habían sido condenados a muerte y otros estaban todavía a la espera de consejo de guerra.
El permanente acoso al que fueron sometidos los huidos por parte de la Guardia Civil, que logró abatir en los primeros meses de 1940 a un buen número de ellos, llevó a José Manzanero, destacado dirigente comunista, y a otros cinco huidos a intentar escapar a Francia, pero no tuvieron éxito en su aventura. Al año siguiente, tras producirse decenas de muertes entre los huidos y sus colaboradores en Los Montes de Toledo, la mayoría de los huidos de la zona centro intentaron escapar de España, esta vez vía Portugal, pero la policía salazarista abortó la evasión, y tan sólo uno consiguió llegar a Venezuela. Los que no murieron en el empeño, entre los que se encontraban “Quincoces” y su hermano “Quijote”, regresaron a las sierras de las que habían partido, a la espera de una nueva oportunidad.
Las duras condiciones de vida que soportaban los huidos durante esos años, sin apenas perspectivas de futuro, empezaron a cambiar al ver como el Ejército alemán era derrotado de manera contundente en Stalingrado, en febrero de 1943. A partir de entonces, la favorable evolución de la guerra mundial en curso para los ejércitos aliados les dotó de esperanza y de una moral de victoria de la que antes carecían por completo.
A medida que la guerra mundial era cada vez más favorable para los aliados, el optimismo de los antifranquistas españoles iba en aumento, especialmente entre los comunistas, que pensaban que había llegado el momento de provocar la tan deseada insurrección nacional. Estas circunstancias hicieron que la Delegación del Partido Comunista de España pusiese todas sus energías en la construcción del Ejército Nacional Guerrillero. Para esta difícil misión fue elegido José Isasa Olaizola, Fermín, que contó con la eficaz colaboración de un significativo militante comunista, Jesús Bayón González, Carlos.
La idea de Fermín y Carlos consistía en enlazar con las partidas de huidos existentes en las sierras de la zona centro peninsular y dotarlas de organización y disciplina militar, con la pretensión de crear un amplio frente guerrillero en las proximidades de la capital de España.
Tras laboriosas gestiones sus esfuerzos  se vieron recompensados con la creación el 14 de noviembre de 1944 de la Agrupación Guerrillera de Los Montes de Toledo, Ciudad Real y Badajoz, más conocida como Agrupación Toledo, compuesta por unos 70 guerrilleros, que eligieron como jefe a José Manzanero Marín. En la reunión fundacional de esta agrupación estuvieron presentes algunos huidos procedentes de Córdoba, que pudieron apreciar los escasos medios de los que disponían los integrantes de las partidas que actuaban en la zona centro, que carecían de armas y de ropa adecuada, pues algunos iban vestidos con pieles, como los “hombres primitivos”
Para el desenlace de la lucha contra la actividad guerrillera en las provincias de Toledo, Ciudad Real, Cáceres, Badajoz y Ávila, tuvo gran trascendencia la llegada del teniente coronel Eulogio Limia Pérez, que pasó a dirigir la Comandancia de Toledo por orden ministerial de 7 de febrero de 1945. Este oficial se reveló como uno de los mejores estrategas en la lucha contra la guerrilla, consiguiendo dotar de fuerte moral de victoria a unos guardias civiles que se movían por un terreno bastante escabroso y que combatían a unos enemigos bien preparados físicamente y capaces de recorrer hasta 50 kilómetros en una sola noche, a los que veían en contadas ocasiones, lo que originaba cierto desánimo entre aquellos que estaban ansiosos de victorias y de rápidos ascensos.
Ante la falta de perspectivas, los integrantes de la Agrupación Toledo decidieron disolverla a finales de 1945, convencidos de que el movimiento guerrillero en España no tenía futuro. José Manzanero, el jefe de esta agrupación, se ocultó en su pueblo durante un tiempo, hasta que logró escapar a Francia el 18 de septiembre de 1949 junto a su compañera y enlace de la guerrilla, Dionisia Castillo consiguiendo pues atravesar la frontera francesa.